# Édouard Albert Roche

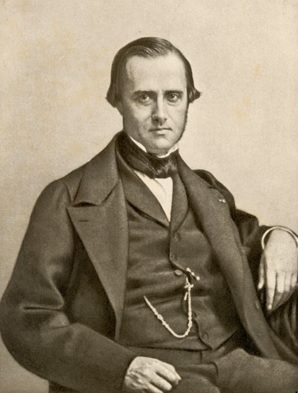
Édouard Roche

Édouard Albert Roche [eˈdwaːʀ alˈbɛːʀ ʀɔʃ] (* 17. Oktober 1820 in Montpellier; † 18. April 1883 ebenda) war ein französischer Astronom und Mathematiker und ist vor allem durch seine Arbeiten im Bereich der Himmelsmechanik bekannt geworden. Die Roche-Grenze, die Roche-Sphäre, das Roche-Volumen und das Roche-Potential gehen auf seinen Namen zurück.

## Leben
Er studierte an der Universität Montpellier, wo er 1844 den Doktorgrad erlangte. Nachdem er sich für ein paar Jahre in Paris weitergebildet hatte, ging er 1849 nach Montpellier zurück und war dort von 1852 bis 1881 Professor für Mathematik. 1873 wurde er korrespondierendes Mitglied der Académie des sciences.
Roche erlangte Berühmtheit durch die noch heute akzeptierte Theorie, nach der die Saturnringe durch das Zerbrechen eines der Monde des Saturn entstanden sind, dessen Abstand zum Planeten unter eine gewisse kritische Grenze geraten ist, und stellte eine Formel für diese nach ihm benannte Roche-Grenze auf. Ursache für das Zerbrechen sind Gezeitenkräfte.
Die Roche-Grenze gilt auch für Sterne, heißt dann aber Roche-Volumen. Diese gibt an, wie groß das Volumen eines Sterns in einem Doppelsternsystem sein muss, bis Materie von dem einen zum anderen Stern überfließt.
Außerdem widerlegte er die Nebularhypothese von Pierre-Simon Laplace. Laplace war der Meinung, dass sich die Planeten aus der am Ende immer dichter und schneller werdenden linsenförmigen Atmosphäre der Sonne gebildet hätten. Roche kam bei einer mathematischen Analyse allerdings zu der Schlussfolgerung, dass ein sich schnelldrehender linsenförmiger Körper eigentlich nicht stabil ist.
Nach Édouard Albert Roche sind ein Mondkrater, ein Phoboskrater und der Asteroid (38237) Roche benannt.